# Чачкі-Великі
Чачки-Великі (пол. Czaczki Wielkie) — село в Польщі, у гміні Туроснь-Косьцельна Білостоцького повіту Підляського воєводства. Населення — 120 осіб (2011).
У 1975—1998 роках село належало до Білостоцького воєводства.

## Демографія
Демографічна структура станом на 31 березня 2011 року:
|          | Загалом | Допрацездатний вік | Працездатний вік | Постпрацездатний вік |
| -------- | ------- | ------------------ | ---------------- | -------------------- |
| Чоловіки | 53      | 14                 | 30               | 9                    |
| Жінки    | 67      | 18                 | 30               | 19                   |
| Разом    | 120     | 32                 | 60               | 28                   |